# Белозерово (Трегубовский сельсовет)
Белозерово — деревня в Великоустюгском районе Вологодской области.
Входит в состав Трегубовского сельского поселения, с точки зрения административно-территориального деления — в Трегубовский сельсовет.
Расстояние по автодороге до районного центра Великого Устюга — 13,5 км, до центра муниципального образования Морозовицы — 7,7 км. Ближайшие населённые пункты — Барсуково, Каликино, Заозерье, Ивашево, Великий Устюг.
По переписи 2002 года население — 119 человек (50 мужчин, 69 женщин). Преобладающая национальность — русские (96 %).